# 王士昭
王士昭（1461年—？），字希賢，福建福州府侯官縣人，匠籍，明朝政治人物。

## 生平
弘治八年（1495年）乙卯科福建鄉試第五名舉人。弘治九年（1496年）聯捷丙辰科會試第一百七十二名，三甲第一百一十七名進士。正德六年（1511年）春，陞山東按察司副使。官至廣西參政。

## 家族
曾祖王珤；祖父王真壽，遇例冠帶；父王傑，母陳氏。重庆下。